# Charles M. N. White
Charles Matthew Newton White MBE (* 30. August 1914 in Preston, Lancashire; † 7. September 1978 in Oxford) war ein britischer Ornithologe.

## Leben
White besuchte die Preston Grammar School und das Balliol College in Oxford, wo er einen Abschluss in klassischer Literatur und Rechtswissenschaft erwarb. 1938 trat er in den Kolonialverwaltungsdienst in Nordrhodesien ein, wobei er die meiste Zeit als Distriktbeamter vor Ort in der Nordwestprovinz verbrachte. Aufgrund seiner Sprachbegabung wurde er alsbald Übersetzer für die Sprachen Lunda, Luvale und Portugiesisch.  Es folgten weitere Tätigkeiten, die eine Einstellung seiner Feldarbeit im Distrikt zur Folge hatten, darunter der Direktorposten der Local Government Training School (1951), Berater für Grundbesitz (1956), Direktor des Rhodes-Livingstone-Instituts für Sozialforschung (1960) sowie Berater für lokale Gerichte (1963). Nachdem Nordrhodesien nach der Unabhängigkeit im Jahr 1964 in Sambia umbenannt wurde, war er von 1965 bis 1967 Mitglied der sambischen Landrechtskommission und von 1969 bis 1970 Mitglied einer Sonderkommission zur Berichterstattung über das afrikanische Gewohnheitsrecht in Sambia. 1966 war er für die UNESCO Berichterstatter über das Landrecht und seine Verwaltung in Sambia. 1970 zog er sich nach Oxford zurück. Bis zu seinem Tod hatte er etwa 40 Arbeiten über afrikanische anthropologische und linguistische Probleme veröffentlicht, die in Zeitschriften wie African Social Research und Journal of African Lax erschienen. Neben seiner Beamtentätigkeit war White ein versierter Ornithologe. 1934 wurde er Mitglied der British Ornithologists’ Union und noch während seines Studiums in Oxford schrieb er neun kurze Beiträge zur australischen Ornithologie. Er wirkte auch bei der Benennung, Katalogisierung und Anordnung einer Sammlung von Vogelbälgen aus Ecuador mit. Von August bis September 1936 betrieb er ornithologische Feldstudien auf Kreta.
Bald nach seiner Ankunft in Nordrhodesien beschäftigte White Afrikaner, die für ihn sammelten. Zu seinen Erstbeschreibungen zählen die Unterarten Francolinus albogularis meinertzhageni, Guttera edouardi kathleenae, Aplopelia larzata samaliyae und Batis margaritae kathleenae, wobei er das zweite und vierte Taxon nach seiner Schwester Kathleen Alicia Annette White (1922–1987) benannte. Sein längster und wichtigster Beitrag, der 1945/1946 in der Zeitschrift Ibis veröffentlicht wurde, beschäftigte sich jedoch mit der Avifauna in der Provinz Kaonde-Lunda (heute Nordwestprovinz). Diese Arbeit gipfelte 1949 in der Veröffentlichung einer Checkliste der Vögel des gesamten Territoriums in Zusammenarbeit mit John Miall Winterbottom (1904–1984). Bereits 1934 und 1939 erschienen unter der Autorenschaft von Charles Robert Senhouse Pitman (1890–1975) und J. M. Winterbottom die ersten beiden Checklisten über die nordrhodesische Avifauna. 1949 wurde White als Member des Order of the British Empire (MBE) ausgezeichnet. Im Jahr 1956 wurde er zum korrespondierenden Mitglied der American Ornithologists’ Union gewählt. 1957 wurde eine vierte Checkliste über die Vögel Nordrhodesiens von White und Constantine Walter Benson veröffentlicht. Er interessierte sich auch für schwierige taxonomische Gruppen, wie die Lerchen und die Pieper. Eine Serie von wissenschaftlichen Artikeln (meist kurze Notizen im Bulletin of the British Ornithologists’ Club) folgte und gipfelte zwischen 1960 und 1962 in der Veröffentlichung einer Checkliste der Grasmückenartigen Äthiopiens. Von 1961 von 1965 veröffentlichte er Checklisten aller anderen Vogel-Familien, die in Äthiopien vorkommen.
Bevor er sich aus Sambia zurückzog, hinterließ White dem National Museum of Zambia in Livingstone, eine persönliche Sammlung, darunter zehn Holotypen von Pogoniulus chrysoconus mayri und neun Lerchen. Andere Bälge vermachte er dem Oxford University Museum of Natural History bzw. dem Natural History Museum of Zimbabwe in Bulawayo. Der Löwenanteil seiner Sammlung wurden allerdings im Natural History Museum deponiert. Zurück in England, schrieb er 1976 den Beitrag The problem of the cassowary in New Britain über Kasuare und 1986 erschien posthum die BOU-Checkliste The Birds of Wallacea (Sulawesi, The Moluccas and Lesser Sunda Island, Indonesia).
In seiner Zeit in Sambia beschränkte sich sein Interesse nicht nur auf die Vogelwelt. Durch seine Bekanntschaft zu Christopher Bosworth Cottrell (* 1934) und Richard Cranmer Dening (1920–2005) beschäftigte er sich auch mit Schmetterlingen. Hierzu verbrachte er einige Zeit in der Bibliothek des Natural History Museum um ein Checkliste der Schmetterlinge Sambias vorzubereiten, die aber nie publiziert wurde. In Zusammenarbeit mit William Frank Harding Ansell (1923–1996) publizierte er 1966 A list of Luvale and Lunda mammal names. In seiner Anfangszeit beschäftigte sich White eher systematischen Fragen, später galt er als ein Mann der Museen. Trotzdem nutze er seine früheren Erfahrungen bei Studien in freier Natur, um schwierige Fragen zur Klassifikation von Arten zu klären. White scheute große gesellschaftliche Zusammenkünfte. Als er 1934 den 8. International Ornithological Congress in Oxford besuchte, erklärte er nie wieder solch ein Treffen zu besuchen. Selbst den Ersten panafrikanischen Ornithologenkongress in Livingstone im Jahr 1957, der nicht allzu weit von seinem Wohnort entfernt war, blieb er fern. Trotz dieser Eigenheit hatte White einen großen europäischen und afrikanischen Freundeskreis, der seine Interessensgebiete widerspiegelte, da er als angenehmer Zeitgenosse galt.

## Dedikationsnamen
Claude Henry Baxter Grant und Cyril Mackworth-Praed benannten 1937 die Halsband-Feinsänger-Unterart Apalis thoracica whitei zu seinen Ehren. R. B. Horniman verwendete 1940 in einem umstrittenen Manuskript den Namen Prodotiscus whitei. Dieses Manuskript wurde 1956 von Grant in Annals and Magazine of Natural History publiziert. Der Name gilt heute als Synonym für Wahlberg-Laubpicker (Prodotiscus regulus Sundevall, 1850). Schließlich widmete ihm Henri Schouteden 1954 Francolinus squamatus whitei ein Synonym für die Nominatform des Schuppenfrankolins (Pternistis squamatus Cassin, 1857).

## Erstbeschreibungen und Synonyme von White
Sein Hang zu Fragen der Systematik sieht man an der großen Anzahl seine für die Wissenschaft neu beschriebenen Unterarten.

### Unterarten
Zu den Unterarten gehören chronologisch u. a.:
- Kappenpitta (Pitta sordida goodfellowi White, CMN, 1937)
- Schwarzschnabel-Buschhuhn (Talegalla fuscirostris occidentis White, CMN, 1938)
- Boultonschnäpper (Batis margaritae kathleenae White, CMN, 1941)
- Kräuselhauben-Perlhuhn (Guttera edouardi kathleenae White, CMN, 1943)
- Kurzhaubenlerche (Mirafra africana kabalii White, CMN, 1943)
- Savannenlerche (Calendulauda africanoides trapnelli (White, CMN, 1943))
- Angolagirlitz (Crithagra atrogularis lwenarum (White, CMN, 1944))
- Kurzhaubenlerche (Mirafra africana gomesi White, CMN, 1944)
- Weißkehlfrankolin (Peliperdix albogularis meinertzhageni (White, CMN, 1944))
- Baumklapperlerche (Mirafra rufocinnamomea lwenarum White, CMN, 1945)
- Senegaltrappe (Eupodotis senegalensis mackenziei White, CMN, 1945)
- Spiegelbartvogel (Stactolaema whytii buttoni (White, CMN, 1945))
- Rahmbrustprinie (Prinia subflava kasokaeWhite, CMN, 1946)
- Weißstirn-Beutelmeise (Anthoscopus caroli winterbottomi White, CMN, 1946)
- Kalaharizistensänger (Cisticola aridulus perplexus White, CMN, 1947)
- Kaprohrsänger (Acrocephalus gracilirostris winterbottomi (White, CMN, 1947))
- Mosambikgirlitz (Crithagra mozambica samaliyae (White, CMN, 1947))
- Savannenlerche (Calendulauda africanoides austinrobertsi (White, CMN, 1947))
- Stierlingbindensänger (Calamonastes stierlingi buttoni White, CMN, 1947)
- Swainsonfrankolin (Pternistis swainsonii lundazi White, CMN, 1947)
- Vleyzistensänger (Cisticola tinniens shiwae White, CMN, 1947)
- Braunrückenpieper (Anthus leucophrys ansorgei White, CMN, 1948)
- Zimttaube (Aplopelia larvata samaliyae White, CMN, 1948)
- Rotflügelfrankolin (Scleroptila levaillantii momboloensis (White, CMN, 1952))
- Braunbauch-Buschdrossling (Illadopsis fulvescens dilutior (White, CMN, 1953))
- Fuchslerche (Calendulauda alopex macdonaldi White, CMN, 1953)
- Rotohrsylvietta (Sylvietta ruficapilla gephyra White, CMN, 1953)
- Rotohrsylvietta (Sylvietta ruficapilla makayii White, CMN, 1953)
- Rotohrsylvietta (Sylvietta ruficapilla schoutedeni White, CMN, 1953)
- Grauflügelrötel (Sheppardia polioptera grimwoodi (White, CMN, 1954))
- Temminckzistensänger (Cisticola galactotes schoutedeni White, CMN,  1954)
- Baumklapperlerche (Mirafra rufocinnamomea pintoi White, CMN, 1956)
- Baumklapperlerche (Mirafra rufocinnamomea schoutedeni White, CMN, 1956)
- Baumklapperlerche (Mirafra rufocinnamomea smithersi White, CMN, 1956)
- Fahlkehlschwalbe (Hirundo aethiopica amadoni White, CMN, 1956)
- Weißwangenlerche (Eremopterix leucotis hoeschi White, CMN, 1959)
- Baumklapperlerche (Mirafra rufocinnamomea serlei White, CMN, 1960)
- Gartenrohrsänger (Acrocephalus baeticatus hallae White, CMN, 1960)
- Grünkappeneremomela (Eremomela scotops extrema White, CMN, 1960)
- Jemenlerche (Calandrella eremica daaroodensis White, CMN, 1960)
- Meckerbogenflügel (Camaroptera brevicaudata intercalata White, CMN, 1960)
- Pinkpink-Zistensänger (Cisticola textrix anselli White, CMN, 1960)
- Halsfleckenlerche (Alaudala somalica perconfusa White, CMN, 1960)
- Gelbbaucheremomela (Eremomela icteropygialis viriditincta White, CMN, 1961)
- Zirplerche (Chersomanes albofasciata barlowi White, CMN, 1961)

### Synonyme
In der Literatur finden sich gelegentlich folgende Synonyme von ihm, die früher als eigenständige Unterarten betrachtet wurden:
- Goldmonarch (Carterornis chrysomela (praerepta) (White, CMN, 1935))
- Glücksschwalbe (Hirundo neoxena neoxena (parsonsi) White, CMN, 1936)
- Chukarhuhn (Alectoris chukar cypriotes (scotti) White, CMN, 1937)
- Rotnasen-Grüntaube (Treron calvus salvadorii (clayi) (White, CMN, 1943))
- Rotflügelfrankolin (Scleroptila levaillantii kikuyuensis (clayi) (White, CMN, 1944))
- Vaalpieper (Anthus vaalensis neumanni (muhingae) White, CMN, 1944)
- Coquifrankolin (Peliperdix coqui coqui (kasaicus)  (White, CMN, 1945))
- Rotkehlfrankolin (Pternistis afer cranchii (mackenziei) White, CMN, 1945)
- Rotkehlfrankolin (Pternistis afer cranchii (manueli) White, CMN, 1945)
- Gelbstirn-Bartvogel (Pogoniulus chrysoconus extoni (mayri) White, CMN, 1946)
- Hoeschspornpieper (Anthus hoeschi (lwenarum) White, CMN, 1946)
- Braunflügel-Mausvogel (Colius striatus congicus (lungae) White, CMN, 1947)
- Rotkehlfrankolin (Pternistis afer melanogaster (aylwinae) White, CMN, 1947)
- Afrikadrossel (Turdus pelios stormsi (williami) White, CMN, 1949)
- Waldnektarvogel (Hedydipna collaris garguensis (phillipsi) White, 1950)
- Halsfleckenlerche (Alaudala somalica somalica (vulpecula) White, 1955)
- Savannenlerche (Calendulauda africanoides harei (rubidior) White, 1955)
- Sabotalerche (Calendulauda sabota waibeli (veseyfitzgeraldi) (White, CMN, 1956))
- Weißschwanzlerche (Mirafra albicauda (rukwensis) White, CMN, 1956)
- Langschnabelpieper (Anthus similis dewittei (hallae) White, CMN, 1957)
- Rotkehlweber (Malimbus nitens (moreaui) White, CMN, 1957)
- Angolalerche (Mirafra angolensis antonii (minyanyae) White, CMN, 1958)
- Rotkehlfrankolin (Pternistis afer afer (palliditectus) (White, CMN, 1958))
- Transkei-Langschnabellerche (Certhilauda semitorquata transvaalensis (infelix) White, CMN, 1960)

## Publikationen (Auswahl)
- Mr. C. M. N. White sent the following description of a new subspecies from Fergusson Island. In: Bulletin of the British Ornithologists’ Club. Band 57, Nr. 391, 1935, S. 38–39 (biodiversitylibrary.org).
- On Tribonyx ventralis (Gould, 1837). In: The Ibis. Band 78, Nr. 2, 1936, S. 90–92, doi:10.1111/j.1474-919X.1936.tb03385.x.
- Petroica goodenovii and its Races. In: The Ibis. Band 78, Nr. 3, 1936, S. 379, doi:10.1111/j.1474-919X.1936.tb03409.x.
- Mr. C.M.N White sent the following note on the Australian Tree-Martin (Petrochelidon nigricans). In: Bulletin of the British Ornithologists’ Club. Band 56, Nr. 393, 1936, S. 90–92 (biodiversitylibrary.org).
- Mr. C.M.N White sent the following notes on the names and subspecies of Petroica phoenicea Gould and Petroica rodinogaster Drapiez. In: Bulletin of the British Ornithologists’ Club. Band 56, Nr. 396, 1936, S. 126–127 (biodiversitylibrary.org).
- Mr. C. M. N. White sent the following notes. In: Bulletin of the British Ornithologists’ Club. Band 56, Nr. 398, 1936, S. 26–28 (biodiversitylibrary.org).
- Mr. C. M. N. White sent the following description of a new form of Chukor from Crete. In: Bulletin of the British Ornithologists’ Club. Band 57, Nr. 400, 1937, S. 65–66 (biodiversitylibrary.org).
- Mr. C. M. N. White sent the following description of a new race of Pitta. In: Bulletin of the British Ornithologists’ Club. Band 57, Nr. 405, 1937, S. 137–138 (biodiversitylibrary.org).
- Notes on Australian Birds. In: The Ibis. Band 79, Nr. 3, 1937, S. 668–672, doi:10.1111/j.1474-919X.1937.tb02193.x.
- A new Form of Talegalla fuscirostris Salvadori. In: The Ibis. Band 80, Nr. 4, 1938, S. 763, doi:10.1111/j.1474-919X.1938.tb00216.x.
- Notes on Australian Birds. In: The Ibis. Band 80, Nr. 4, 1938, S. 761–764, doi:10.1111/j.1474-919X.1938.tb00216.x.
- Mr. C. M. N. White sent the following note on Coracina novaehollandiae (Gm.). In: Bulletin of the British Ornithologists’ Club. Band 58, Nr. 411, 1938, S. 72–75 (biodiversitylibrary.org).
- Mr. C. M. N. White sent the following notes. In: Bulletin of the British Ornithologists’ Club. Band 58, Nr. 414, 1938, S. 114–115 (biodiversitylibrary.org).
- A New Species of Flycatcher from Northern Rhodesia. In: Bulletin of the British Ornithologists’ Club. Band 61, Nr. 437, 1941, S. 68–64 (biodiversitylibrary.org).
- A New Race of Green Pigeon from Northern Rhodesia. In: Bulletin of the British Ornithologists’ Club. Band 63, Nr. 447, 1943, S. 63–64 (biodiversitylibrary.org).
- Three new races of Northern Rhodesia. In: Bulletin of the British Ornithologists’ Club. Band 64, Nr. 450, 1943, S. 19–22 (biodiversitylibrary.org).
- A new race of Serinus. In: Bulletin of the British Ornithologists’ Club. Band 64, Nr. 451, 1944, S. 40–41 (biodiversitylibrary.org).
- New Races of Scrub Robin and a new Race of Red-winged Francolin from Northern Rhodesia. In: Bulletin of the British Ornithologists’ Club. Band 64, Nr. 452, 1944, S. 49–50 (biodiversitylibrary.org).
- New Races of Lark, Pipit, and Cordon Bleu from Northern Rhodesia, Angola and the Belgian Congo. In: Bulletin of the British Ornithologists’ Club. Band 65, Nr. 454, 1944, S. 5–7 (biodiversitylibrary.org).
- A New Races of Francolin from Northern Rhodesia. In: Bulletin of the British Ornithologists’ Club. Band 65, Nr. 454, 1944, S. 7–8 (biodiversitylibrary.org).
- Two new race of Barbet from Northern Rhodesia. In: Bulletin of the British Ornithologists’ Club. Band 65, Nr. 455, 1945, S. 18–19 (biodiversitylibrary.org).
- On Francolins from Angola and Northern Rhodesia. In: Bulletin of the British Ornithologists’ Club. Band 65, Nr. 457, 1945, S. 38–40 (biodiversitylibrary.org).
- A new Race of Bustard from Northern Rhodesia. In: Bulletin of the British Ornithologists’ Club. Band 65, Nr. 458, 1945, S. 47–48 (biodiversitylibrary.org).
- A new Race of Lark from Southwest Africa. In: Bulletin of the British Ornithologists’ Club. Band 65, Nr. 458, 1945, S. 48–49 (biodiversitylibrary.org).
- A Note on the Larks of the Mirafra rufocinnamomea Group. In: Bulletin of the British Ornithologists’ Club. Band 66, Nr. 459, 1945, S. 13–15 (biodiversitylibrary.org).
- The Ornithology of the Kaonde‐Lunda Province, Northern Rhodesia. Part I. Climate and Ecology. In: The Ibis. Band 87, Nr. 1, 1945, S. 11–25, doi:10.1111/j.1474-919X.1945.tb01354.x.
- The Ornithology of the Kaonde‐Lunda Province, Northern Rhodesia.—Part II. Systematic List. In: The Ibis. Band 87, Nr. 2, 1945, S. 185–202, doi:10.1111/j.1474-919X.1945.tb02988.x.
- The Ornithology of the Kaonde‐Lunda province, Northern Rhodesia.—Part III.—systematic List (cont.). In: The Ibis. Band 87, Nr. 3, 1945, S. 309–345, doi:10.1111/j.1474-919X.1945.tb01368.x.
- Two new race of Barbet from Angola. In: Bulletin of the British Ornithologists’ Club. Band 66, Nr. 471, 1946, S. 43–44 (biodiversitylibrary.org).
- Notes on Pipits of the Anthus richardi group and a new race of Waxbill from Northern Rhodesia. In: Bulletin of the British Ornithologists’ Club. Band 67, Nr. 468, 1946, S. 8–10 (biodiversitylibrary.org).
- The Ornithology of the Kaonde‐Lunda Province, Northern Rhodesia.–Part IV. Upupidæ–Fringillidae. In: The Ibis. Band 88, Nr. 1, 1946, S. 68–103, doi:10.1111/j.1474-919X.1946.tb03468.x.
- The Ornithology of the Kaonde‐Lunda Province, Northern Rhodesia: Supplementary Notes. In: The Ibis. Band 88, Nr. 4, 1946, S. 502–512, doi:10.1111/j.1474-919X.1946.tb03502.x.
- A new race of Warbler from Northern Rhodesia. In: Bulletin of the British Ornithologists’ Club. Band 67, Nr. 471, 1947, S. 55 (biodiversitylibrary.org).
- Two new races of Francolins from Northern Rhodesia and some records from Lundazi. In: Bulletin of the British Ornithologists’ Club. Band 67, Nr. 471, 1947, S. 72–73 (biodiversitylibrary.org).
- A race of Serin from Belgian Congo. In: Bulletin of the British Ornithologists’ Club. Band 68, Nr. 1, 1947, S. 11 (biodiversitylibrary.org).
- Notes on Central African birds. In: Bulletin of the British Ornithologists’ Club. Band 68, Nr. 1, 1947, S. 34–36 (biodiversitylibrary.org).
- Notes on the Genus Mirafra. In: The Ibis. Band 89, Nr. 3, 1947, S. 418–422, doi:10.1111/j.1474-919X.1947.tb04358.x.
- Notes on some little-known birds from Northern Rhodesia. In: The Ostrich. Band 18, Nr. 2, 1947, S. 166–174, doi:10.1080/00306525.1947.9632978.
- A new race of Lemon Dove from Northern Rhodesia. In: Bulletin of the British Ornithologists’ Club. Band 69, Nr. 2, 1948, S. 20–21 (biodiversitylibrary.org).
- The African Plain‐backed Pipits—A case of sibling species. In: The Ibis. Band 90, Nr. 4, 1948, S. 547–553–422, doi:10.1111/j.1474-919X.1948.tb01716.x.
- A new race of Trush from Northern Rhodesia. In: Bulletin of the British Ornithologists’ Club. Band 69, Nr. 6, 1949, S. 57–58 (biodiversitylibrary.org).
- mit John Miall Winterbottom: A check list of the birds of Northern Rhodesia. 3. Auflage. Printed by the government printer, Lusaka 1949.
- A revision of Anthreptes collaris (Vieillot), with descriptions of two new races. In: Bulletin of the British Ornithologists’ Club. Band 70, Nr. 6, 1950, S. 40–43 (biodiversitylibrary.org).
- On the genus Pternistis. In: The Ibis. Band 94, Nr. 2, 1952, S. 306–309, doi:10.1111/j.1474-919X.1952.tb01820.x.
- A revision of Sylvietta ruficapilla Bocage. In: Bulletin of the British Ornithologists’ Club. Band 73, Nr. 6, 1953, S. 68–70 (biodiversitylibrary.org).
- Notes on some African Larks of the genus Mirafra. In: Bulletin of the British Ornithologists’ Club. Band 73, Nr. 7, 1953, S. 87–91 (biodiversitylibrary.org).
- Systematic Notes on African birds. In: Bulletin of the British Ornithologists’ Club. Band 73, Nr. 8, 1953, S. 94–96 (biodiversitylibrary.org).
- A new race of Cossypha polioptera Reichenow. In: Bulletin of the British Ornithologists’ Club. Band 74, Nr. 8, 1954, S. 88 (biodiversitylibrary.org).
- A new Race of Grass Warbler from Northern Rhodesia. In: Annales du Musée du Congo Belge (= Sciences Zoologiques). Band 1, 1954, S. 106 (sora.unm.edu [PDF; 57 kB]).
- A New Lark from British Somaliland. In: Bulletin of the British Ornithologists’ Club. Band 75, Nr. 1, 1955, S. 3–4 (biodiversitylibrary.org).
- A new race of lark from Bechuanaland. In: Bulletin of the British Ornithologists’ Club. Band 75, Nr. 3, 1955, S. 29 (biodiversitylibrary.org).
- Notes on African Larks Part II. In: Bulletin of the British Ornithologists’ Club. Band 76, Nr. 4, 1956, S. 53–60 (biodiversitylibrary.org).
- Notes on the Systematics of African Bulbuls. In: Bulletin of the British Ornithologists’ Club. Band 76, Nr. 9, 1956, S. 155–158 (biodiversitylibrary.org).
- A new race of swallow from Somaliland. In: Bulletin of the British Ornithologists’ Club. Band 76, Nr. 9, 1956, S. 60 (biodiversitylibrary.org).
- A New Form of Malimbus nitens. In: Bulletin of the British Ornithologists’ Club. Band 77, Nr. 2, 1957, S. 29–30 (biodiversitylibrary.org).
- Taxonomic Notes on African Pipits, with the description of a new race of Anthus similis. In: Bulletin of the British Ornithologists’ Club. Band 77, Nr. 2, 1957, S. 30–30 (biodiversitylibrary.org).
- mit Constantine Walter Benson: Check List of the Birds of Northern Rhodesia. 4. Auflage. Printed by the government printer, Lusaka 1957.
- Notes of some Frankolins. In: Bulletin of the British Ornithologists’ Club. Band 78, Nr. 4, 1958, S. 76 (biodiversitylibrary.org).
- Notes on African Laks Part IV. In: Bulletin of the British Ornithologists’ Club. Band 78, Nr. 4, 1958, S. 80 (biodiversitylibrary.org).
- A new lark from Northern Rhodesia. In: Bulletin of the British Ornithologists’ Club. Band 78, Nr. 9, 1958, S. 163 (biodiversitylibrary.org).
- A new Finch Lark from South West Africa. In: Bulletin of the British Ornithologists’ Club. Band 79, Nr. 3, 1959, S. 51–52 (biodiversitylibrary.org).
- A new Lark from Nigeria. In: Bulletin of the British Ornithologists’ Club. Band 80, Nr. 1, 1960, S. 11 (biodiversitylibrary.org).
- Notes on some African warblers. In: Bulletin of the British Ornithologists’ Club. Band 80, Nr. 2, 1960, S. 18–21 (biodiversitylibrary.org).
- A note on Acrocephalus boeticatus Vieillot. In: Bulletin of the British Ornithologists’ Club. Band 80, Nr. 2, 1960, S. 21–22 (biodiversitylibrary.org).
- Notes on some African Larks. In: Bulletin of the British Ornithologists’ Club. Band 80, Nr. 2, 1960, S. 22–24 (biodiversitylibrary.org).
- The Ethiopian and allied forms of Callandrella cinerea (Gmelin). In: Bulletin of the British Ornithologists’ Club. Band 80, Nr. 2, 1960, S. 24–25 (biodiversitylibrary.org).
- A note on Certhilauda curvirostris. In: Bulletin of the British Ornithologists’ Club. Band 80, Nr. 2, 1960, S. 25 (biodiversitylibrary.org).
- The Somali forms of Calandrella rufescens. In: Bulletin of the British Ornithologists’ Club. Band 80, Nr. 7, 1960, S. 25 (biodiversitylibrary.org).
- A new form of Cisticola textrix Vieillot. In: Bulletin of the British Ornithologists’ Club. Band 80, Nr. 8, 1960, S. 146–147 (biodiversitylibrary.org).
- Further notes on African Warblers. In: Bulletin of the British Ornithologists’ Club. Band 80, Nr. 8, 1960, S. 147–152 (biodiversitylibrary.org).
- A checklist of the Ethiopian. Muscicapidae (Sylviinae). Part I. In: Occasional papers of the National Museums of Southern Rhodesia. Band 3, 24B, 1960, S. 399–430.
- A new form of Spike-heeled Lark from Bechuanaland. In: Bulletin of the British Ornithologists’ Club. Band 81, Nr. 2, 1961, S. 33 (biodiversitylibrary.org).
- Notes on Eremomela icterocygialis (Lafresnaye). In: Bulletin of the British Ornithologists’ Club. Band 81, Nr. 5, 1961, S. 90–92 (biodiversitylibrary.org).
- A revised check list of African broadbills, pittas, larks, swallows, wagtails, and pipits. Printed by the government printer, Lusaka 1961.
- A checklist of the Ethiopian. Muscicapidae (Sylviinae). Part I. In: Occasional papers of the National Museums of Southern Rhodesia. Band 3, 26B, 1962, S. 653–738.
- A revised check list of African shrikes, orioles, drongos, starlings, crows, waxwings, cuckoo-shrikes, bulbuls, accentors, thrushes and babblers. Printed by the government printer, Lusaka 1962.
- A Revised Check List of African Flycatchers, Tits, Tree Creepers, Sunbirds, White-eyes, Honey Eaters, Buntings, Finches, Weavers and Waxbills. Printed by the government printer, Lusaka 1963.
- A Revised Check List of African Non-Passerine Birds. Printed by the government printer, Lusaka 1965.
- mit William Frank Harding Ansell: A list of Luvale and Lunda mammal names. In: The Puku. Band 4, 1966, S. 181–185 (rhinoresourcecenter.com [PDF; 57 kB]).
- Diomedea cauta in South African waters. In: Bulletin of the British Ornithologists’ Club. Band 93, Nr. 2, 1973, S. 56 (biodiversitylibrary.org).
- Migrant Pernis apivorus in the Indonesian Archipelago. In: Bulletin of the British Ornithologists’ Club. Band 93, Nr. 3, 1973, S. 116 (biodiversitylibrary.org).
- Coracina papuensis in Indonesia. In: Bulletin of the British Ornithologists’ Club. Band 93, Nr. 4, 1973, S. 159–160 (biodiversitylibrary.org).
- Night Herons in Wallacea. In: Bulletin of the British Ornithologists’ Club. Band 93, Nr. 4, 1973, S. 175–176 (biodiversitylibrary.org).
- Three water birds of Wallacea. In: Bulletin of the British Ornithologists’ Club. Band 94, Nr. 1, 1974, S. 9–11 (biodiversitylibrary.org).
- The Little Egret Egretta garzetta in Wallacea. In: Bulletin of the British Ornithologists’ Club. Band 94, Nr. 2, 1974, S. 78–79 (biodiversitylibrary.org).
- Butastur and Buteo east of Wallace's Line. In: Bulletin of the British Ornithologists’ Club. Band 94, Nr. 3, 1974, S. 99–100 (biodiversitylibrary.org).
- Some questionable records of Celebes birds. In: Bulletin of the British Ornithologists’ Club. Band 94, Nr. 4, 1974, S. 144–145 (biodiversitylibrary.org).
- The status of darters in Wallacea. In: Bulletin of the British Ornithologists’ Club. Band 95, Nr. 2, 1975, S. 57–59 (biodiversitylibrary.org).
- Further notes on birds of Wallacea. In: Bulletin of the British Ornithologists’ Club. Band 95, Nr. 3, 1975, S. 106–109 (biodiversitylibrary.org).
- The problem of cossowary in Seran. In: Bulletin of the British Ornithologists’ Club. Band 95, Nr. 4, 1975, S. 165–170 (biodiversitylibrary.org).
- The identity of Carpophaga intermedia Meyer & Wiglesworth. In: Bulletin of the British Ornithologists’ Club. Band 95, Nr. 4, 1975, S. 170–171 (biodiversitylibrary.org).
- Migration of Palaearctic Waders in Wallacea. In: The Emu. Band 75, 1975, S. 37–39, doi:10.1071/MU9750037.
- Migration of Palaearctic non-passerine birds in Wallacea. In: The Emu. Band 76, 1976, S. 79–82, doi:10.1071/MU9760079.
- The problem of the cassowary in New Britain. In: Bulletin of the British Ornithologists’ Club. Band 96, Nr. 2, 1976, S. 66–68 (biodiversitylibrary.org).
- Comments on the Dusky Moorheen Gallinula tenebrosa. In: Bulletin of the British Ornithologists’ Club. Band 96, Nr. 4, 1976, S. 125–128 (biodiversitylibrary.org).
- Notes on some non-passerine birds of Wallacea. In: Bulletin of the British Ornithologists’ Club. Band 97, Nr. 3, 1977, S. 99–103 (biodiversitylibrary.org).
- mit Murray Duncan Bruce: The Birds of Wallacea: An Annotated Checklist. (Sulawesi, The Moluccas & Lesser Sunda Islands, Indonesia) (= BOU checklist 7). British Ornithologists' Union, London 1986, ISBN 978-0-907446-06-4.